# Sabrina D’Angelo
Sabrina Victoria D’Angelo (* 11. Mai 1993 in Welland, Ontario) ist eine kanadische Fußballtorhüterin, die seit 2024 bei Aston Villa unter Vertrag steht. Seit 2016 spielt sie auch für die Kanadische Fußballnationalmannschaft der Frauen.

## Karriere

### Vereine
Während ihres Studiums an der University of South Carolina lief D’Angelo von 2011 bis 2014 für das dortige Hochschulteam der USC Gamecocks auf und spielte parallel dazu sporadisch für die W-League-Franchise der Toronto Lady Lynx. Anfang 2015 wurde sie beim College-Draft der NWSL in der dritten Runde an Position 21 von den Flash verpflichtet. Ihr Ligadebüt gab D’Angelo am 12. April 2015 gegen den Seattle Reign FC, sie erhielt hierbei den Vorzug vor der ebenfalls vor Saisonbeginn neuverpflichteten Chantel Jones.
Von 2019 bis 2022 spielte sie in der schwedischen Damallsvenskan für Vittsjö GIK, wobei der dritte Platz in der Saison 2019 die beste Platzierung war.
Am 13. Januar 2023 erhielt sie einen Vertrag beim Arsenal Women FC. Im Sommer 2024 wechselte sie zum Ligakonkurrenten Aston Villa.

### Nationalmannschaft
D’Angelo wurde im Juni 2007 bereits als Vierzehnjährige erstmals in den Kader der kanadischen U-17-Nationalmannschaft berufen und debütierte für diese schließlich im Rahmen der CONCACAF U-17-Meisterschaft 2010, die die Kanadierinnen gewannen. Noch im selben Jahr, sowie erneut 2012, erhielt sie unter den Nationaltrainern Carolina Morace und John Herdman mehrfach Einladungen zur kanadischen A-Nationalmannschaft, wurde zunächst jedoch noch ausschließlich in der U-20-Mannschaft eingesetzt, mit der sie unter anderem an der U-20-Fußball-Weltmeisterschaft der Frauen 2012 teilnahm.
D’Angelo gehörte im Februar 2016 zum Kader beim Qualifikationsturnier für die Olympischen Sommerspiele 2016, bei dem sich Kanada für die Olympischen Spiele qualifizierte, kam zunächst aber zu keinem Einsatz. Beim kurz darauf ausgetragenen Algarve-Cup 2016 debütierte sie am 4. März bei einem 1:0-Sieg gegen Belgien. Bei den Olympischen Spielen wurde sie lediglich im Gruppenspiel gegen Simbabwe eingesetzt.
Im Mai 2019 wurde sie für die WM 2019 nominiert. Sie kam dort aber nicht zum Einsatz. Für die wegen der COVID-19-Pandemie um ein Jahr verschobenen Olympischen Sommerspiele 2020, bei denen Kanada die Goldmedaille gewann, wurde sie nicht nominiert. Nach dem Rücktritt von Stephanie Labbé ist sie zweite Torhüterin hinter Kailen Sheridan und wurde für die die CONCACAF W Championship 2022 im Juli 2022 nominiert. Sie hatte nur einen Einsatz beim 1:0-Sieg im Gruppenspiel gegen Panama. Mit dem Einzug ins Halbfinale qualifizierten sich die Kanadierinnen für die Fußball-Weltmeisterschaft der Frauen 2023 in Australien und Neuseeland.
Am 9. Juli 2023 wurde sie für die WM 2023 nominiert, kam jedoch nicht zum Einsatz und schied mit ihrer Mannschaft nach der Vorrunde aus.

## Erfolge

### Vereine
- Gewinn der NWSL-Meisterschaft 2016 (Western New York Flash) und 2018 (North Carolina Courage)
- Gewinn des Women’s International Champions Cup 2018 (North Carolina Courage)

### Nationalmannschaft
- CONCACAF U-17-Meisterin 2010
- Olympische Spiele 2016: Bronzemedaille (1 Einsatz in der Gruppenphase)